# Marko Čakarević
Marko Čakarević (en serbe : Марко Чакаревић), né le 13 mai 1988 à Belgrade (Serbie), est un joueur de basket-ball serbe, évoluant au poste d'ailier.

## Biographie
Čakarević effectue sa première saison professionnelle avec l'ASVEL, il porte le no 17

## Palmarès
- Champion du Monde Junior en 2007
- Vainqueur de la Coupe de France en 2008